# Port lotniczy Duszanbe
Międzynarodowy Port Lotniczy Duszanbe – port lotniczy położony w Duszanbe, stolicy Tadżykistanu. Jest największym portem lotniczym w kraju, na jego terenie znajduje się także baza sił powietrznych. Został otwarty w 1964 roku, natomiast 3 września 2014 został oddany do użytku nowy terminal pasażerski.

## Linie lotnicze i połączenia
| Linia lotnicza          | Kierunek |
| ----------------------- | --- |
| Air Astana              | 1. Ałmaty |
| Avia Traffic Company    | 1. Biszkek |
| Azerbaijan Airlines     | 1. Baku |
| China Southern Airlines | 1. Urumczi |
| FlyArystan              | 1. Astana |
| FlyDubai                | 1. Dubaj |
| Jazeera Airways         | 1. Kuwejt |
| Kam Air                 | 1. Kabul |
| S7 Airlines             | 1. Nowosybirsk |
| Somon Air               | 1. Ałmaty 2. Astana (od 2 kwietnia 2024) 3. Chodżent 4. Delhi 5. Dubaj 6. Dżudda 7. Islamabad (od 4 lipca 2024) 8. Jekaterynburg 9. Kazań 10. Machaczkała 11. Moskwa-Domodiedowo 12. Moskwa-Szeremietiewo 13. Moskwa-Wnukowo 14. Nowosybirsk 15. Petersburg 16. Samara 17. Stambuł 18. Taszkent 19. Teheran 20. Trabzon 21. Urumczi Sezonowe czartery: 1. Erywań 2. Szarm el-Szejk |
| Turkish Airlines        | 1. Stambuł |
| Ural Airlines           | 1. Irkuck 2. Jekaterynburg 3. Moskwa-Żukowskij 4. Niżniewartowsk 5. Petersburg 6. Soczi 7. Ufa 8. Wołgograd Sezonowo: 1. Czelabińsk 2. Kazań 3. Samara |
| Utair                   | 1. Moskwa-Wnukowo |
| Uzbekistan Airways      | 1. Taszkent |
| Varesh Airlines         | 1. Meszhed 2. Teheran |